# Krušinec
Krušinec je obec na Slovensku v okrese Stropkov ležící na pravém břehu říčky Chotčianka. Žije zde 238 obyvatel. První zmínka o obci je z roku 1543.

## Poloha
Obec se nachází v Nízkých Beskydech v Ondavské vrchovině, na pravém břehu potoka Chotčianka v povodí Ondavy. Střed obce leží v nadmořské výšce 212 m n. m. a je vzdálen tři a půl kilometru od Stropkova.
Sousedními obcemi jsou na severu Vyškovce, na severovýchodě, východě a jihovýchodě Chotča, na jihu a západě Stropkov a na severozápadě Duplín.

## Historie
Krušinec byl poprvé písemně zmíněn v roce 1543 jako Kevresfey a byl součástí panství Makovica. Mezi další historické názvy patří Krwsniecz (1567), Kruzyncz (1572), Krussincz (1618) a Kruschinecz (1773). V roce 1618 zde bylo šest domů poddaných, sídlo starosty a mlýn.
V letech 1712–1714 byl Krušinec zcela pustý, v roce 1787 měla obec 19 domů a 141 obyvatel, v roce 1828 zde bylo 21 domů a 199 obyvatel, kteří se živili zemědělstvím. Během zimních bojů v Karpatech na přelomu let 1914/15 byla obec krátce obsazena ruskými vojsky.
Do roku 1918 patřila obec, která ležela v župě Sáros, k Uherskému království a poté k Československu (dnes Slovensko). I za první republiky se obyvatelé živili zemědělstvím. Po druhé světové válce bylo v roce 1959 založeno místní Jednotné zemědělské družstvo (zkratka JZD), které se v roce 1964 sloučilo s družstvy ze Stropkova, Tišince a Bokši, přičemž někteří obyvatelé dojížděli za prací do průmyslových oblastí ve Stropkově, Svidníku a Košicích.

## Obyvatelstvo
Podle sčítání lidu z roku 2011 žilo v Krušinci 277 obyvatel, z toho 209 Slováků, 16 Romů, 11 Rusů, dva Ukrajinci a jeden Polák. 37 obyvatel neuvedlo svou etnickou příslušnost.
182 obyvatel se hlásilo k řeckokatolické církvi, 49 obyvatel k římskokatolické církvi a 8 obyvatel k pravoslavné církvi. Jeden obyvatel se hlásil k jinému vyznání a u 37 obyvatel nebylo vyznání určeno.

## Památky
- Řeckokatolický chrám Ochrany Svaté Bohorodičky z roku 1889